# Baixbus
Baixbus es la marca comercial bajo la que operan tres empresas de autobuses urbanos y suburbanos de las comarcas del Bajo Llobregat y Barcelonés, en la provincia de Barcelona, pertenecientes al grupo industrial Cinfromas S.L..

## Historia
La marca comercial Baixbus tiene su origen en la empresa Mohn S.L., con sede en Viladecans, que fue fundada en 1939. Esta empresa opera diversas líneas de autobuses suburbanos entre las poblaciones de Gavá, Viladecans y Barcelona, y posteriormente también Castelldefels, además de alguna línea urbana en aquellas poblaciones.
En 1974, Mohn adquirió la empresa Oliveras S.A., fundada en 1927, que opera también diversas líneas de autobuses urbanos y suburbanos, centrada en los municipios de Hospitalet de Llobregat, San Baudilio de Llobregat, San Feliú de Llobregat y Santa Coloma de Cervelló.
En 1991, los propietarios de Mohn constituyeron la empresa Rosanbus S.L., en principio para prestar servicios urbanos en Barcelona, aunque desde el año 2003 se hizo cargo de los servicios urbanos y algunos de los suburbanos de Hospitalet de Llobregat.
En 1999, la familia propietaria de estas empresas constituyó la sociedad gestora (holding) Cinfromas S.L., en la que se agruparon estas tres empresas de autobuses, además de otra en Sevilla (Empresa Casal S.A.) y diversos concesionarios y talleres de automoción.
A principios del año 2005, las tres empresas del grupo Cinfromas en el Bajo Llobregat se agruparon bajo una sola marca comercial, con el nombre de Baixbus. Aun así, cada una de ellas mantuvo su independencia operativa y los colores tradicionales en sus autobuses. Pero poco a poco, la nueva marca se fue utilizando para, especialmente, dar una imagen de fortaleza como grupo, y ofrecer una información más sencilla y transparente a los usuarios.